# Movses Kagankatvaci
Movses Kagankatvaci (armensko Մովսես Կաղանկատվացի, Movses Kagankatvaci), Moses Kalankatui ali  Movses Kalankatvaci je  armenski zgodovinar iz 7. stoletja in avtor Zgodovine države Aluank,  zbirke esejev, posvečenih srednjeveški zgodovini Kavkaške Albanije. Številni zgodovinarji, ki ne zanikajo njegove pripadnosti armenski literarni in zgodovinopisni šoli, ga kot avtorja zgodovine Albanije imenujejo tudi zgodovinar Albanije. Koncept azerbajdžanskih zgodovinarjev, po katerem Kagankatvaci ne sodi v armensko, temveč v ločeno albansko literarno in zgodovinopisno tradicijo, je predmet kritik. Njegovo delo je v 10. stoletju nadaljeval Movses Dašuranci.

## Življenje
Biografski podatki o njem niso ohranjeni. Iz njegovega pisanja je znano, da je bil doma iz vasi Kalankatujk v regiji Utik.  Njegova etnična pripadnost je še vedno sporna, četudi nihče ne zanika njegove pripadnosti armenskemu zgodovinopisju, niti njegovega morda armenskega porekla.  Nekateri avtorji se nagibajo k temu, da je bil albanskega porekla.  Ruski zgodovinar Alikber Alikberov meni, da bi lahko bil Armenec, vendar je pri njem našel vrsto znakov, ki kažejo, da bi lahko bil Albanec.
Movses Kagankatvaci je očitno imel cerkveno izobrazbo.

## Zgodovina države Aluank
Zgodovina države Aluank je pomemben spomenik regionalnega armenskega zgodovinopisja. Po mnenju A.P. Novoselceva je delo del starodavne armenske književnosti, ker je posvečeno Kavkaški Albaniji, pa ga je treba šteti tudi med spomenike albanskega zgodovinopisja, čeprav je izjemno težko ugotoviti njegovo povezavo s popolnoma izginulo književnostj v albanskem jeziku. Ker je bil do  7. stoletja pomemben del prebivalstva regije Utik armeniziran, je lahko Kagankatvaci svoje delo napisal samo v starodavni armenščini. Po mnenju R. Thomsona  je njegovo  delo velikega pomena kot redek zapis zgodovine, napisane v armenščini, čeprav ni povezana z armenskim ljudstvom.
Analiza avtorjevega jezika in sloga je nekaterim raziskovalcem omogočila sklep, da III. knjige ni v celoti napisal Movses, temveč nekdo drug,  ki je živel nekaj stoletij pozneje. Ugotovitev pojasnjuje, zakaj v knjigi v celoti manjkajo podatki o dogodkih v 9. stoletju, pa tudi dejstvo, da se avtor sklicuje na armenske zgodovinarje iz 5.–7. stoletja, hkrati pa nikoli ne omenja niti enega armenskega avtorja, ki je pisal tudi o Albaniji v 7.–10. stoletju  (Hovhan Mamikonjan, Šapuh Bagratuni, Hovhanes Drašanakerci, Sebeos, Tovma Arcruni). Njegova literarna vzornika sta bila očitno Movses Horenaci in Agafangel. Avtor Movsesa Horenacija imenuje »oče naše književnosti«. Na podlagi dejstva, da Movses govori o dogodkih iz 7. stoletja kot očividec, raziskovalci domnevajo, da je živel v 7. stoletju. Drugi raziskovalci, med njimi K. Patkanov in  M. Abegjan, menijo, da je Movses Kagankatvaci živel v 10. stoletju in je samostojno napisal le tretjo knjigo Zgodovine države Aluank. V I. in II. knjigi je opisal dogodke iz 7. stoletja, ki so temeljili na podatkih, izposojenih od Movsesa Horenacija, Jegišeja, iz armenske hagiografske literature, pisem in kanonov.

## Tiskane izdaje in prevodi

### Grabar (stara armenščina)
- Movses Kaghankatvatsi (1983). History of Aghuank in original Old-Armenian (Մովսէս Կաղանկատուացի.Պատմութիւն Աղուանից աշխարհի), critical text and introduction by Varag Arrakelian (v armenščini). Yerevan: "Matenadaran" Institute of old manuscripts after Mesrob Mashtots. Armenian SSR Academy of Sciences.

### Ruski prevod
- Movses Kaghankatvatsi (1984). The History of the Country of Aluank (translated by Š.V. Smbatian) (v ruščini). Yerevan: Matenadaran.

### Gruzinski prevod
- Movses Kaghankatvatsi (1985). The History of Albania (translated by L. Davlianidze-Tatishvili) (v gruzinščini). Tbilisi.

### Angleška prevoda
- Movsēs Dasxuranc'i (1961). The History of the Caucasian Albanians (translated by C. F. J. Dowsett) (v angleščini). London: (London Oriental Series, Vol. 8).
- Movsēs Dasxuranc'i (2010). The History of the Aghuans (translated by R. Bedrosian) (v angleščini). New Jersey.